# Луїджі Негреллі
Ніколаус Алоїс Марія Віндзенц Негреллі, Ріттер фон Модельбе (народжений Луїджі Негреллі) (23 січня 1799, м.Фієра-ді-Прим'єро, Італія — 1 жовтня 1858, Відень, Австрія) — був італійським інженером з австрійським громадянством трентінського походження (із Тірольського графства), який працював у частині Австрійської імперії, Швейцарії, Німеччині та Італії. Новатор залізниці і цивільний інженер світової важливості, відомий перш за все тим, що готував проект для реалізації Суецького каналу.

## Життєпис
Алоїс Негреллі народився під ім'ям Луїджі Негреллі, та був сьомим із десяти дітей у сім'ї, де батько розмовляв по-італійськи, а мати по-німецьки у Фієра-ді-Прим'єро у районі гірського масиву Доломіти. Село розташоване у Тренто (провінція), яке на той час відносилось до півдня Графства Тіроль (згодом складало частину Австрійської імперії, а сьогодні ця територія — північ Італії). Будучи частиною спадщини Welschtyrolean (південні тірольці з романским корінням), батько і одна з його старших сестер активно підтримували у 1809 році Тірольські повстання на чолі з Андреасом Хофера проти окупації їх батьківщини французькими та баварськими військами. Батько Алоїса був ув'язненим протягом багатьох років, і повернувся додому в 1814 році. Сім'я, втративши значну частину їх достатку, щосили намагалася в першу чергу дати гарну освіту та забезпечити безпеку існування для Алоїса та його рідних братів. Ця важка праця була полегшена державними органами як визнання їх зобов'язання перед ними. Алоїс Негреллі отримав австрійську стипендію і пішов в середню школу разом з його братами у Фельтре в 1812 році. Пізніше він навчався в Падуї та Інсбруку у 1817 році, столиці королівства Тіролю.